# Église en bois Saint-Élie de Marićka
L'église en bois Saint-Élie (en serbe cyrillique : Црква брвнара Светог Илије ; en serbe latin : Crkva brvnara u Marićkoj) est située en Bosnie-Herzégovine, sur le territoire du village de Marićka et dans la municipalité de Prijedor. Cette église en bois a été construite en 1870.

## Localisation

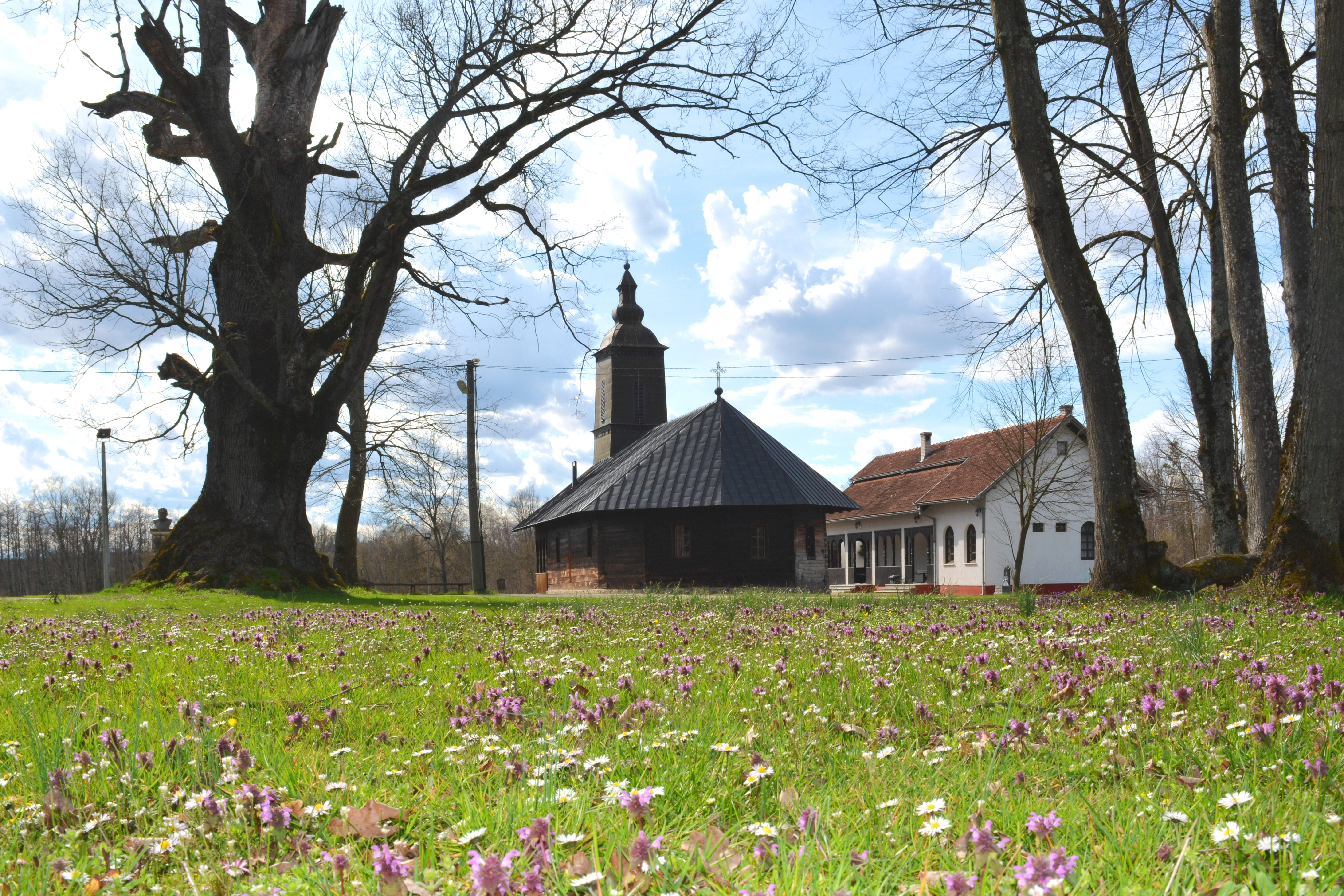
Autre vue de l'église

L'église en bois Saint-Élie de Marićka est situé à 20 km de Prijedor, sur la route qui conduit à Omarska. Elle se trouve non loin de la rivière Ostružnjica et à proximité de l'ancienne forteresse médiévale de Kozara.

## Histoire
L'église de Marićka, dédiée à Élie, a été construite de 1865 à 1870, à l'emplacement d'une autre église.

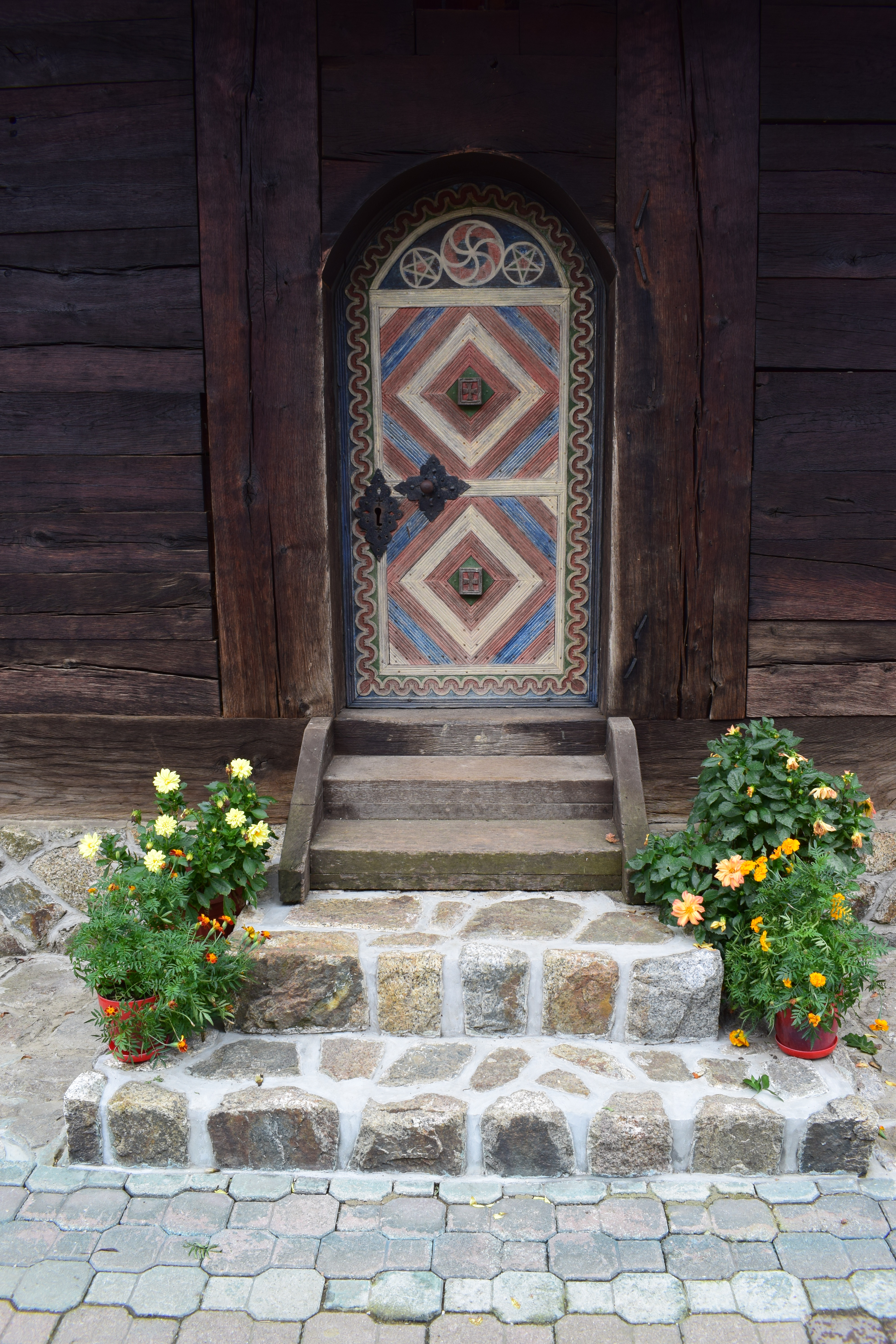

En 1990, l'église a brûlé et, en 1995, l'accord de l'Institut pour la protection des monuments culturels de UNESCO a été obtenu pour la reconstruction de l'édifice. Les travaux ont commencé le 2003, avec la consécration solennelle des fondations, à laquelle a assisté l'évêque de Banja Luka.

## Architecture

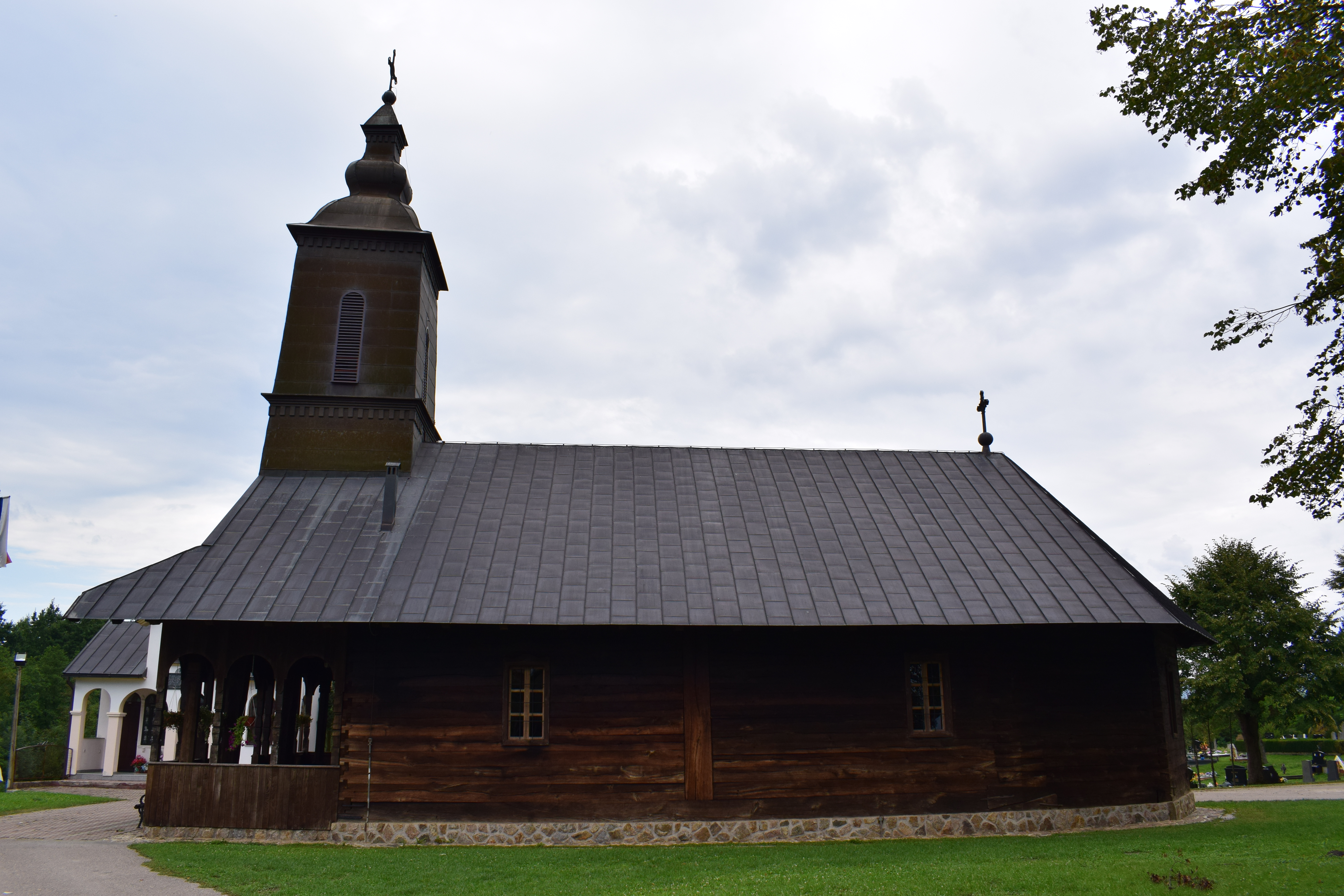

L'église se présente comme une sorte de cabane en rondins longue de 17 m et large de 9,6 m. Elle est constituée d'une nef unique ; construite en planches de chêne, elle est dotée d'un toit en tuiles qui remplacent les anciens bardeaux. Par sa construction, elle ressemble à l'église en bois Saint-Jean-Baptiste de Banja Luka.
L'église en bois Saint-Élie de Marićka est inscrite sur la liste des monuments nationaux de Bosnie-Herzégovine ; à l'intérieur, l'iconostase, des objets liturgiques et des livres anciens sont également classés. Près de l'église se dresse un chêne pédonculé (Quercus robur) de près de 600 ans et haut de 33 m.